# Criaderas y soleras

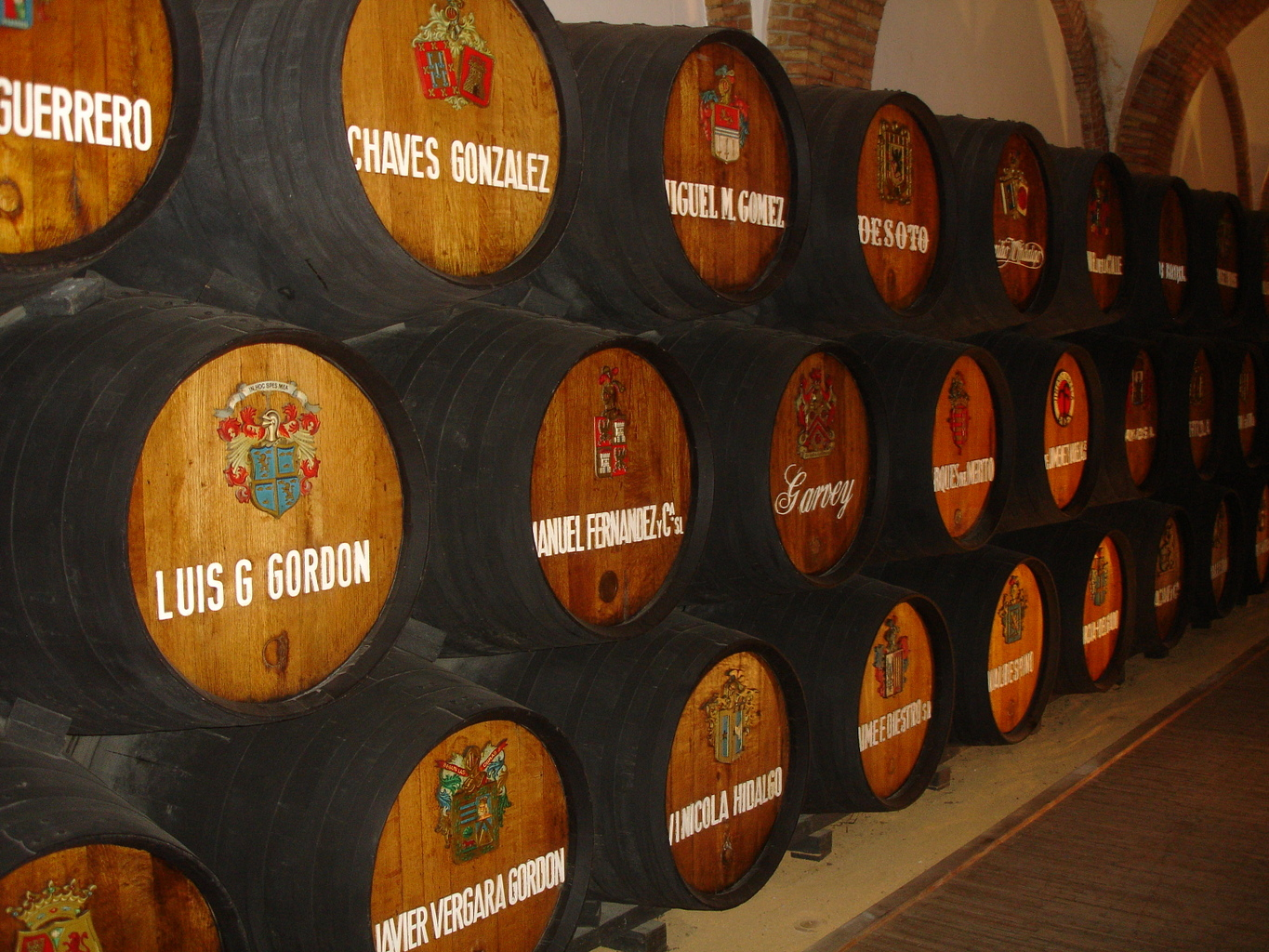
Botas en el Consejo Regulador del Jerez.

El sistema de criaderas y soleras es un método de envejecimiento del vino, ron y brandy que se emplea en las denominaciones de origen específicas del marco de Jerez y de Montilla-Moriles, en España.

## Sistema

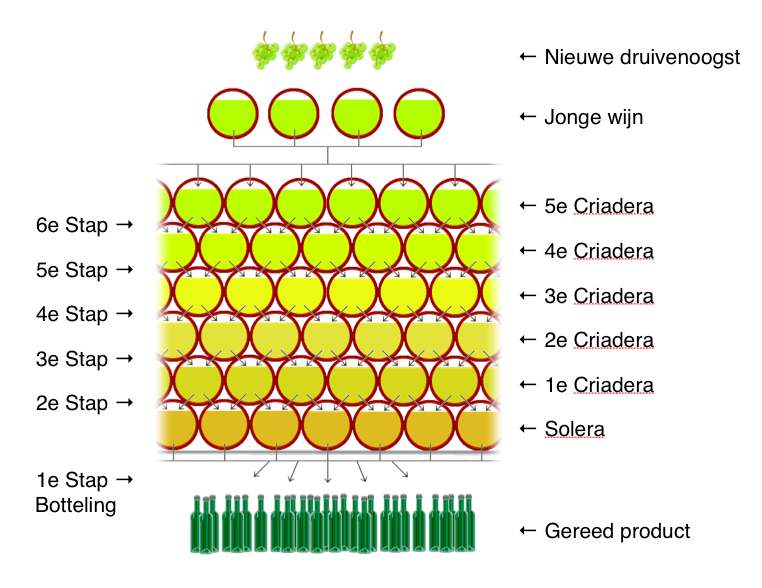
Esquema del proceso de crianza

El método se basa en el uso barriles (llamadas «botas») hechas de roble americano, con una capacidad de entre 250 y 600 litros, de las que periódicamente se saca un porcentaje de su contenido para rellenar otras. En concreto las «botas» suelen disponerse en tres alturas. De las inferiores (las colocadas directamente en el suelo, "soleras") se saca un tercio de su contenido para consumo. De la hilera de altura intermedia (primera criadera) se saca la cantidad que falta en la inferior y se rellena. Y de igual modo la superior (segunda criadera) con la intermedia. La superior se rellena con vino nuevo (u holandas para la producción de brandy).

## Implicaciones
Este sistema permite que la calidad del producto sea muy alta y homogénea, porque en todas las botas existe una cantidad muy grande de vino (o brandy) viejo que «enseña» (da cuerpo) al vino que ha llegado más reciente (ya sea de vino nuevo o vino ya envejecido en una bota superior).

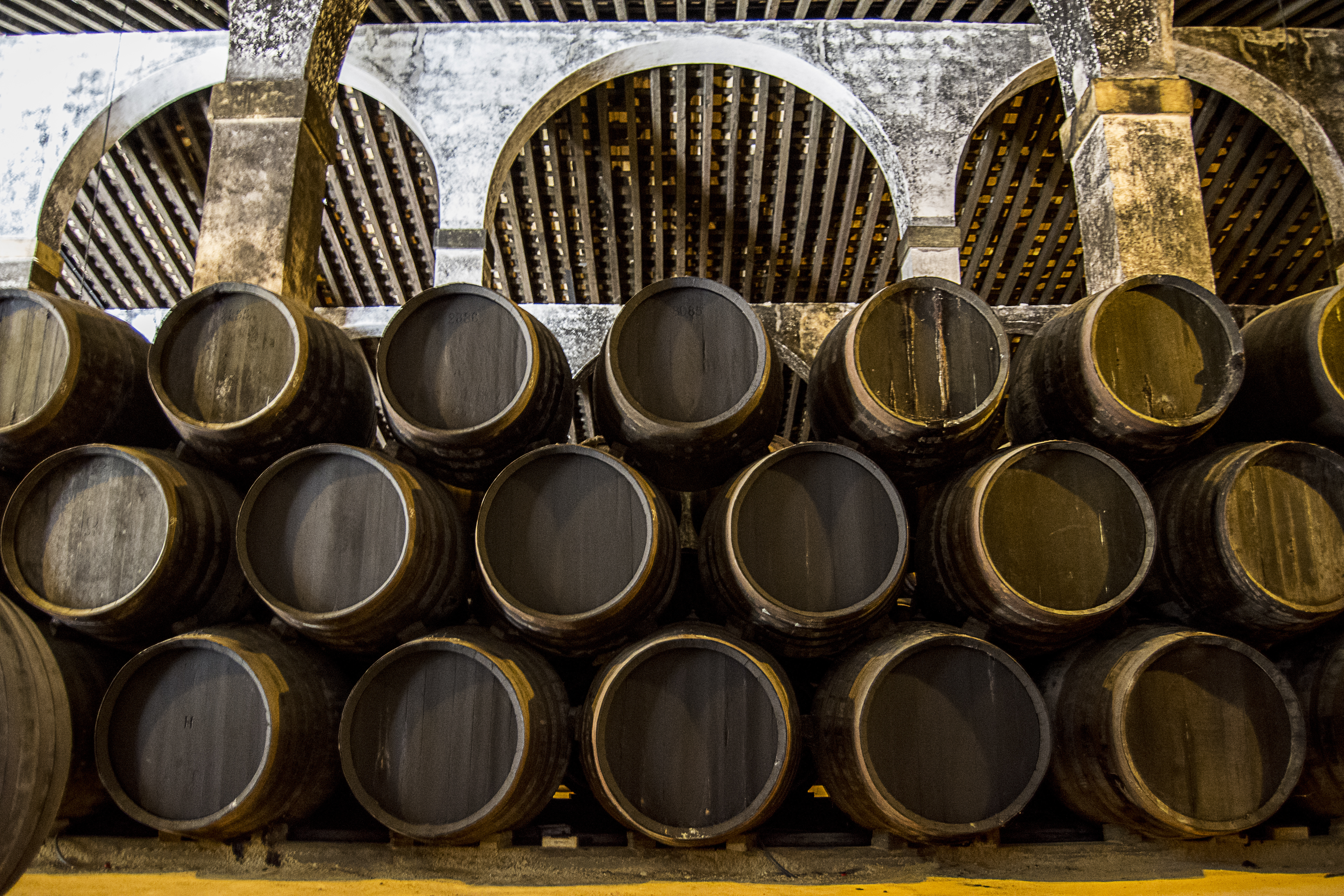
Interior de una bodega característica del Marco de Jerez, donde puede observarse la distribución de las barricas (botas) en hiladas a distinta altura (andanas) y agrupadas en baterías (cachones), según el sistema de envejecimiento de criaderas y soleras característico del Marco de Jerez.

Por ello los vinos de Jerez y de Montilla-Moriles no tienen casi nunca fecha de añada:cada botella que se toma tiene una mezcla única de vinos de varios años que han envejecido de manera conjunta hasta formar un caldo homogéneo. Por esta razón el hecho de que una determinada bodega tenga más antigüedad en su sistema de Criaderas y Soleras es de gran importancia: todo el vino que produzca estará envejecido por un caldo mucho más antiguo que otros, conformando de este modo el activo más importante de la bodega. En 2019 la Unión Europea comenzó un cambio de normativa para aceptar su correcto etiquetado.
Excepcionalmente, hay vinos que llevan décadas en botella y en cuyo caso la fecha de embotellado se considera como su vejez (especialmente para vinos de crianza oxidativa)

## Ronde Solera
Si bien el método Solera es una antigua práctica artesanal que tradicionalmente se habían reservado los productores españoles de jerez y brandy, actualmente es posible obtener rones que utilizan esta técnica.
El proceso Solera consta de la crianza en barriles, el trasiego en cascada y la posterior crianza en toneles, que le confiere al ron un cuerpo maduro y equilibrado, asociado a la redondez del perfecto añejamiento. Cabe destacar que en el criadero de Solera, en los barriles dispuestos en cuatro hileras (una sobre otra), los rones madre, que generalmente tienen más de 25 años de envejecimiento, se combinan con vaciados de alta pureza para pasar entonces a la crianza en barriles.
Cuando el ron alcanza la madurez deseada, una porción es trasegada en cascada desde la hilera superior de barricas hasta la segunda, y así sucesivamente hasta llegar a la cuarta hilera que es la que está más cerca del suelo (de aquí el nombre de Solera que significa, llegar a la del suelo). En esta crianza de barriles, el ron adquiere su frescura, equilibrio, firmeza y buena parte de su madurez.
Concluido el trasiego en cascada, sólo una parte del ron de la cuarta hilera es finalmente sometido a un segundo proceso: la sosegada crianza de toneles, donde culmina su maduración. Y como una parte del ron nunca sale de la solera, el que se embotella es cada vez más añejo, más redondo y más suave.

## Aguardientede Solera
Recientemente, en Colombia se utilizó este método para la elaboración del Aguardiente, aprovechando las ventajas de este sistema para garantizar el resultado de este licor.